# Entorno de trabajo concurrente
En informática un entorno de trabajo concurrente consiste en un sistema de computadores, proyector de vídeo y pantalla interconectados y sincronizados entre sí a modo de proporcionar un modo de desarrollo colectivo.
La metodología usada consiste en normalizar el uso del código entre todos los participantes y todos ellos construir y expandir la nueva filosofía de uso del sistema operativo. Se ha reportado que esta tecnología funciona correctamente en el sistema operativo GNU/Linux.
Este sistema de trabajo se lleva a cabo con éxito en la Universidad de las Islas Baleares, Mallorca, España. 